# Színeváltozás kápolnája
A Színeváltozás kápolna (angolul: Chapel of the Transfiguration) egy kis, fából épült kápolna a Grand Teton Nemzeti Park területén. Az 1925-ben épült szentély a jacksoni Szent János episzkopális templom gondozásában áll.

## Leírása
A kápolna komplexum bejárata magában foglal egy kis harangtornyot és egy tárolásra alkalmas helyet. Tervezője és építtetője C. B. Loomis, aki rusztikus stílusban, fából hozta létre. A harangot lánccal, kézileg működtetik. A kápolna ajtaja dekoratív kovácsoltvasból készült. A 6,7 x 15 méteres, T alakú kápolna mindegyik oldalán ólomüveg ablakok találhatóak. Az oltár mögött egy kerek ablak található. A kápolnához sekrestye is tartozik.

## Történet
A kápolna a Teton Range-hegység lábánál épült, egy nyilvános ranch részeként. 1929-ben került a Grand Teton Nemzeti Park gondozásába, amit aztán az Episzkopális Egyház 1950-ben vett át. Az épület alapjául egy, a Wind River Indiánrezervátumban található templom szolgált. Az építés során az építőanyagot és a munkásokat a helyi gazdák adták. Az 1963-ban forgatott Spencer's Mountain című film főhelyszíne, amelynek főszereplője Henry Fonda. Az épület része a nemzeti örökségvédelmi listának.